# Mario Botta
Mario Botta (født 1. april 1943 i Mendrisio) er en schweizisk arkitekt, hvis værker overvejende er modernistiske og ofte kendetegnet ved store, rene og geometriske former. 
Botta begyndte som assistent hos Le Corbusier og Louis Kahn og er inspireret af særligt Kahn. Han studerede ved Università Iuav di Venezia fra 1965 til 1969. 
Hans virke har fra 1970 været i Lugano i Schweiz, og i den tidlige del af karrieren tegnede han også udelukkende huse i Schweiz, men i løbet af 1980'erne involverede han sig også i internationale projekter, og det er udenfor Schweiz mange af hans hovedværker findes. Det gælder eksempelvis Watari Museum of Contemporary Art i Tokyo (1990), San Francisco Museum of Modern Art (1995) og Cymbalista-synagogen i Jerusalem (1999).